# Torneo Nacional de Asociaciones femenino 2018
El Torneo Nacional de Asociaciones Femenino de 2018 fue la tercera edición del torneo de rugby femenino que enfrentó a equipos representantes de las principales asociaciones regionales de Chile.

## Formato
El campeonato consistió en un circuito de tres torneos disputados en diferentes ciudades del país, posteriormente se confeccionó una tabla para determinar al campeón de la temporada.

## Calendario
| Torneo        | Fecha                      | Campeón    |
| ------------- | -------------------------- | ---------- |
| Osorno 2018   | 5-6 de mayo de 2018        | Valparaíso |
| Arica 2018    | 4-5 de agosto de 2018      | Valparaíso |
| Santiago 2018 | 15-16 de diciembre de 2018 | Valparaíso |

## Tabla de posiciones
|  | Campeón. |

| Pos | Equipo      | Puntos |
| --- | ----------- | ------ |
| 1   | Valparaíso  | 60     |
| 2   | Arica       | 52     |
| 3   | Antofagasta | 50     |
| 4   | Santiago    | 40     |
| 5   | Sur         | 30     |
| 6   | Concepción  | 26     |
| 7   | La Serena   | 20     |

| Bandera de Chile   |
| Campeón Valparaíso |
| Primer título      |